# ECHL Leading Scorer
Der ECHL Leading Scorer ist eine Eishockeytrophäe der ECHL (bis 2003 East Coast Hockey League). Er wird jährlich an den besten Scorer der regulären Saison in der ECHL verliehen.

## Gewinner
| Saison  | Spieler          | Team                     | Spiele | Tore | Assists | Scorerpunkte |
| ------- | ---------------- | ------------------------ | ------ | ---- | ------- | ------------ |
| 2024/25 | Brandon Hawkins  | Toledo Walleye           | 71     | 37   | 52      | 89           |
| 2023/24 | Brandon Hawkins  | Toledo Walleye           | 70     | 40   | 53      | 93           |
| 2022/23 | Hank Crone       | Allen Americans          | 69     | 49   | 56      | 105          |
| 2021/22 | Will Graber      | Fort Wayne Komets        | 59     | 26   | 57      | 83           |
| 2020/21 | Aaron Luchuk     | Orlando Solar Bears      | 72     | 28   | 46      | 74           |
| 2019/20 | Josh Kestner     | Toledo Walleye           | 58     | 33   | 40      | 73           |
| 2018/19 | Jesse Schultz    | Cincinnati Cyclones      | 71     | 22   | 58      | 80           |
| 2017/18 | Shawn Szydlowski | Fort Wayne Komets        | 64     | 31   | 48      | 79           |
| 2016/17 | Chad Costello    | Allen Americans          | 72     | 33   | 89      | 122          |
| 2015/16 | Chad Costello    | Allen Americans          | 72     | 24   | 79      | 103          |
| 2014/15 | Chad Costello    | Allen Americans          | 72     | 41   | 84      | 125          |
| 2013/14 | Brandon Marino   | Fort Wayne Komets        | 72     | 30   | 58      | 88           |
| 2012/13 | Mathieu Roy      | Florida Everblades       | 69     | 38   | 51      | 89           |
| 2011/12 | Dustin Gazley    | Elmira Jackals           | 72     | 25   | 60      | 85           |
| 2010/11 | Justin Donati    | Elmira Jackals           | 63     | 27   | 67      | 94           |
| 2009/10 | Tyler Donati     | Elmira Jackals           | 67     | 38   | 76      | 114          |
| 2008/09 | Kevin Baker      | Florida Everblades       | 70     | 57   | 45      | 102          |
| 2007/08 | David Desharnais | Cincinnati Cyclones      | 68     | 29   | 77      | 106          |
| 2006/07 | Brad Schell      | Gwinnett Gladiators      | 63     | 25   | 85      | 110          |
| 2005/06 | Alex Leavitt     | Alaska Aces              | 72     | 26   | 65      | 91           |
| 2004/05 | Scott Gomez      | Alaska Aces              | 61     | 13   | 73      | 86           |
| 2003/04 | Tim Smith        | Columbia Inferno         | 69     | 33   | 62      | 95           |
| 2002/03 | Buddy Smith      | Arkansas RiverBlades     | 72     | 30   | 74      | 104          |
| 2001/02 | Louis Dumont     | Pensacola Ice Pilots     | 72     | 32   | 70      | 102          |
| 2000/01 | Scott King       | Charlotte Checkers       | 72     | 40   | 61      | 101          |
| 1999/00 | John Spoltore    | Louisiana IceGators      | 66     | 27   | 92      | 119          |
| 1998/99 | John Spoltore    | Louisiana IceGators      | 69     | 36   | 73      | 109          |
| 1997/98 | Jamey Hicks      | Birmingham Bulls         | 70     | 44   | 75      | 119          |
| 1996/97 | Ed Courtenay     | South Carolina Stingrays | 68     | 54   | 56      | 110          |
| 1995/96 | Hugo Bélanger    | Nashville Knights        | 67     | 54   | 90      | 144          |
| 1994/95 | Scott Burfoot    | Erie Panthers            | 56     | 29   | 68      | 97           |
| 1993/94 | Phil Berger      | Greensboro Monarchs      | 68     | 56   | 83      | 139          |
| 1992/93 | Trevor Jobe      | Nashville Knights        | 61     | 85   | 76      | 161          |
| 1991/92 | Phil Berger      | Greensboro Monarchs      | 60     | 60   | 70      | 130          |
| 1990/91 | Stan Drulia      | Knoxville Cherokees      | 64     | 63   | 77      | 140          |
| 1989/90 | Bill McDougall   | Erie Panthers            | 57     | 80   | 68      | 148          |
| 1988/89 | Daryl Harpe      | Erie Panthers            | 60     | 38   | 84      | 122          |